# 高山萬司
高山 萬司（たかやま まんじ、1909年5月17日 - 1987年12月20日）は日本の実業家。
長野県北安曇郡七貴村鵜山（現池田町）生まれ。旧制松本中学（現長野県松本深志高等学校）を卒業後、池田小学校の代用教員となる。
2年後、大阪市の食品会社に入社し中央卸売市場で働く傍ら、1936年賀川豊彦に師事してキリスト教の布教活動に従事。1938年機械製作会社に転職し、経理課長・資材課長となり、1955年退職。翌年、兵庫県尼崎市に三和シヤッター製作所を設立。代理店によらず直販とし、従来職人の手によっていたシャッターを多量生産に切り替えて、実績を拡大させた。